# Henrik II. Bavarski
Henrik II. Bavarski, imenovan Prepirljivec, bavarski in koroški vojvoda, * 951, † 28. avgust 995, samostan Gandersheim.
Henrik, iz rodu Liudolfincev, je bil bavarski vojvoda od leta 955. Cesar Oton II. mu je, zaradi neprestanih poskusov širjenja oblasti na sosednja območja in upiranja, vojvodino leta 976 odvzel. Po smrti Otona II. (983) se je skušal polastiti celo kraljevega prestola, a tudi tokrat ni uspel. Ko se je končno odrekel zahtevam po prestolu, mu je bila leta 985 bavarska vojvodina vrnjena. Leta 989 je dobil tudi vojvodino Koroško, skupaj z italijanskimi mejnimi grofijami Verono, Furlanijo in Istro. Zadnja leta je posvetil notranjemu urejanju svoje vladavine. 

## Življenjepis
Henrik je bil sin vojvode Henrika I. Bavarskega in njegove soproge Judite (iz rodu Luitpoldincev); bil je tudi nečak cesarja Svetega rimskega cesarstva Otona I. Velikega.
Štirileten je pod skrbništvom svoje matere Judite nasledil očeta na položaju bavarskega vojvode. Njegova starejša sestra Hedvika se je leta 954 poročila s švabskim vojvodo Burchardom III. Henrik se je leta 972 poročil z burgundsko princeso Gizelo, nečakinjo cesarice Adelajde (druge žene Otona Velikega). Henrik je imel torej močne sorodstvene vezi z vladarsko družino na jugu cesarstva. Povezane Bavarska, Švabska in kraljevina Burgundija bi lahko predstavljale politično moč, ki cesarju Otonu II. ne bi bila po godu.
Ključno je bilo leto 973, ko ni umrl le cesar Oton Veliki, ampak tudi Henrikov svak, švabski vojvoda Burchard III. Njegov zakon s Henrikovo sestro Hedviko je bil brez otrok in ni prinesel nobenega legitimnega naslednika vojvodine. Kot brat vojvodove vdove bi Henrik lahko povsem upravičeno zahteval vojvodino Švabsko zase, posebno še, ker se je tega leta rodil njegov najstarejši sin Henrik. Istega leta Henrik ni spoštoval cesarjeve pravice, da imenuje škofe, in je na izpraznjeno mesto augsburškega škofa postavil svojega kandidata, luitpoldinskega bratranca Henrika. Oton II. je zaslutil daljnosežne ambicije svojega bratranca in se ni oziral na njegove zahteve. Novembra 973 je postavil na mesto švabskega vojvode svojega nečaka Otona, sina Liudofa Švabskega (ki je bil po letih njegov vrstnik in prijatelj, le tri leta mlajši).
S tem se je začelo (v srednjeveški zgodovini  edinstveno) dvojno vladanje.  Vojvodinja-vdova Hedvika ni hotela odstopiti, ampak je do svoje smrti, leta 994, dejansko na daleč, iz utrdbe Hohentweil pri Singnu, vladala jugu kraljestva. Cesarjeva dvorna pisarna ji je celo priznavala uradni vojvodski naziv. Kolikor je mogla, je podpirala svojega brata Henrika; od cesarja imenovani švabski vojvoda Oton je postal eden Henrikovih najhujših tekmecev.
Henrik se je odkrito uprl in je poleg bavarskih našel tudi saške pristaše. Na njegovi strani sta bila tudi češki vojvoda Boleslav II. in poljski knez Mješko I. Ni jasno, kaj je z uporom nameraval in ali je res že tedaj želel poseči po kraljevi kroni. Leta 974 se je Otonu II. posrečilo Prepirljivca spraviti v pripor v Ingelheimu; mislil je, da je s tem bavarsko nevarnost odvrnil. Imel je še polno drugega dela: moral je premagati vstajnike v grofiji Hainaut in pri Cambraiu, odvrniti vdor danskega kralja Harolda Modrozobega, urediti zadeve s češkim vojvodo Boleslavom II. zaradi njegovega sodelovanja v Henrikovi zaroti.
Vendar je uspelo Henriku leta 976 iz pripora pobegniti. Na Bavarskem je takoj prišlo do novih uporov. Cesarska vojska je jeseni zavzela rezidenčno mesto Regensburg in Henrik je pobegnil na Češko. Oton II. je izkoristil priložnost in ves jugovzhodni del kraljestva uredil na novo. Koroško je ločil od Bavarske in jo povzdignil v samostojno vojvodino. Bavarsko Vzhodno marko (zametek vojvodine Avstrije) je dal v fevd Babenberžanu Luitpoldu, izpričanemu Henrikovemu sovražniku; Vzhodna marka je ostala formalno v bavarski vojvodini, dobila pa je obsežno samostojnost. Cesar je tako zmanjšano vojvodino Bavarsko odvzel svojemu bratrancu in jo,  vrh vsega, dodelil prav njegovemu tekmecu, vojvodi Otonu Švabskemu. Dodatno so ga škofje kaznovali z izobčenjem. Še vedno pa se Henrik ni čutil premaganega. Leta 978 je nadaljeval z bojem, ki sta se mu zdaj priključila le še novi koroški vojvoda Henrik in augsburški škof Henrik. Po vojaškem porazu treh Henrikov je cesar svojega bratranca predal v varstvo utrechtskemu škofu Folkmarju.
Po smrti Otona II., leta 983, je škof Folkmar Henrika izpustil na prostost. Ta se je takoj skušal postaviti na mesto mladoletnega Otona III. in se tako polastiti kraljevega prestola. Od svojih pristašev se je celo pustil oklicati za kralja. O Henrikovih namenih tečejo v raziskavah razprave (Erkens, Laudage), če pa sledimo mnenju Thietmarja iz Merseburga in upoštevamo dejstvo, da je srednjeveška komunikacija uporabljala predvsem simbole in gesla, je mogoče razumeti Henrikovo namero po tem, da se je pustil oklicati in častiti kot kralja na cvetno nedeljo v Magdeburgu in na velikonočno nedeljo v Quedlinburgu. To sta bila osrednja kraja otonske dinastije; tam sta bila grob Henrika I. (Quedlinburg) in grob Otona I. (Magdeburg). Toda državni veljaki so se vse bolj distancirali od Henrika Prepirljivca. Hkrati se je bojeval proti vojvodi Henriku III. Bavarskemu, nasledniku svojega nekdanjega tekmeca (Otona Švabskega in Bavarskega), ki je leta 982 umrl v Italiji.
Majnški nadškof Viligs je iz Italije poklical cesarico-vdovo Teofano in cesarico Adelajdo, mater Otona II. Henrikovih pristašev je ostalo le še malo. Na dvornem zboru v Rari (Rohru pri Meiningenu v Turingiji) se je Henrik dokončno podredil in Teofani predal triletnega Otona III., ki je bil kronan za kralja že na božič 993. V zameno je dobil nazaj vojvodino Bavarsko. Odtlej se ni več upiral. Leta 989, po smrti koroškega vojvode, je dobil še vojvodino Koroško  in končno celo italijanske mejne grofije
. Kasnejša leta je posvetil notranjemu izpopolnjevanju svojih ozemelj (ranshofenski zakoni iz leta 995) in vzpodbudil začetke cerkvene reforme.
Henrik II. je umrl 28. avgusta v Gandersheimu. Pokopan je v samostanski cerkvi v Gandersheimu, kjer je bila opatinja njegova druga sestra Gerberga. Pomemben kenotaf se nahaja v samostanu sv. Emerama v Regensburgu. Kar se mu je ves čas izmikalo, pa je dosegel njegov sin Henrik. Potem ko je nasledil svojega očeta na vojvodskem prestolu Bavarske, je postal leta 1002 rimsko-nemški kralj in leta 1014 cesar Svetega rimskega cesarstva.

## Nasledniki
V Henrikovem zakonu z Giselo Burgundsko so se rodili:
- Henrik (971–1024), cesar Svetega rimskega cesarstva,
- Bruno († 1029), škof v Augsburgu,
- Gizela ∞ ogrski kralj Štefan I.